# Roberto De Zerbi
Roberto De Zerbi (Bréscia, 6 de junho de 1979) é um treinador e ex-futebolista italiano que atuava como meia-atacante. Atualmente comanda o Olympique de Marseille.

## Carreira como jogador
Descoberto por um olheiro do Milan enquanto jogava no Oratorio Mompiano, De Zerbi ingressou nas categorias de base dos Rossoneri em 1995 e profissionalizou-se em 1998. Permaneceu vinculado ao Milan durante 3 temporadas (1998 a 2001), porém não atuou nenhuma vez em jogos oficiais, sendo emprestado para Monza, Padova (2 passagens), Como e Avellino. Em 2001, assinou com a Salernitana, mas não atuou pela equipe, que o emprestaria ao Lecco. Entre 2002 e 2004, atuou em 56 jogos pelo Foggia, marcando 17 gols.
Após passagens por Arezzo e Catania, De Zerbi fez sua estreia na primeira divisão na temporada 2007–08, pelo Napoli, onde estava desde 2006. Nos Partenopei, disputou 33 jogos e fez 10 gols - durante o período, foi emprestado para Brescia e Avellino.
No final da carreira, atuou no CFR Cluj (Romênia), sagrando-se bicampeão nacional antes de voltar à Itália para jogar no Trento em 2013, quando se aposentou aos 33 anos.

## Carreira como treinador
Pouco depois de sua aposentadoria, De Zerbi voltou ao futebol como técnico do Darfo Boario, equipe da Série D italiana, em 22 jogos.
Em julho de 2014, foi contratado pelo Foggia, trabalhando até 2016, quando foi anunciado como novo técnico do Palermo. A passagem do ex-jogador pelo clube siciliano durou apenas 13 partidas, culminando com sua demissão em novembro do mesmo ano após a eliminação para o Spezia na Copa da Itália. Para seu lugar, foi contratado Eugenio Corini.
Voltou a comandar clubes em outubro de 2017, assinando com o Benevento, mas não evitou a queda para a segunda divisão. Em junho de 2018, foi anunciado como novo treinador do Sassuolo.
Em maio de 2021, foi anunciado como treinador do time ucraniano Shakhtar Donetsk, comandando a equipe em 30 jogos e conquistando a Supercopa da Ucrânia. Sua passagem pelo clube foi abreviada devido à Invasão Russa da Ucrânia, com sua saída, em comum acordo, sendo anunciada em julho de 2022.
Em setembro de 2022, foi anunciado como novo treinador do Brighton & Hove Albion F.C.
Fez um grande trabalho pelo clube durante a temporada 2022–23, finalizando a temporada na sexta colocação da Premier League e conquistando uma vaga na Liga Europa, classificando pela primeira vez na história a equipe para uma competição europeia.
O Olympique de Marseille, da Ligue 1, nomeou De Zerbi como técnico em 29 de junho de 2024, com um contrato de três anos.

## Títulos

### Como jogador
Foggia
- Lega Pro Seconda Divisione: 2002–03

CFR Cluj
- Campeonato Romeno: 2009–10 e 2011–12
- Copa da Romênia: 2009–10

### Como treinador
Foggia
- Coppa Italia Lega Pro: 2015–16

Shakhtar Donetsk
- Supercopa da Ucrânia: 2021